# Écuelles (Saône-et-Loire)
Écuelles település Franciaországban, Saône-et-Loire megyében. Lakosainak száma 255 fő (2022. január 1.). Écuelles Chivres, Bragny-sur-Saône, Charnay-lès-Chalon és Palleau községekkel határos.

## Népesség
A település népességének változása:
| Lakosok száma | 244  | 270  | 283  | 273  | 268  | 262  | 259  | 256  | 255  |
|               | 2013 | 2015 | 2016 | 2017 | 2018 | 2019 | 2020 | 2021 | 2022 |